# Histiophryne pogonius
Histiophryne pogonius is een straalvinnige vissensoort uit de familie van de voelsprietvissen (Antennariidae). De wetenschappelijke naam van de soort is voor het eerst geldig gepubliceerd in 2012 door Arnold.